# مجلة نادي إنتر لكرة القدم
مجلة نادي إنتر لكرة القدم أو مجلة إنتر الظاهرة (بالإيطالية: Fenomeno Inter)‏، هي مجلة إيطالية مخصصة كليا لأخبار نادي إنتر ميلان لكرة القدم، يتم تحريرها شهريا.وقد صدر أول إصدار لها في 1968. ومن ميزاتها كثرة المواد والملصقات والصور عن لاعبي نادي إنتر ميلانو بما في ذلك كل لاعبي الفريق الأول وشباب برمافيرا والأكاديمية، فضلا عن موظفي النادي.وتخصص مجالا لتاريخ وحكايات الماضي العريق للنادي.

## اُنظر أيضاً
- قناة الإنتر.
- إذاعة ميلان إنتر.

## وصلات خارجية
- صفحة النادي بموقع الفيفا (Fifa).